# Vörös Zászló érdemrend
A Szovjetunió kormánya által adományozott Vörös Zászló érdemrend katonai tagozatát (oroszul: Орден Крaсного Знамени transzliteráció: Orgyen Krasznovo Znamenyi) az oroszországi polgárháború alatt katonai kitüntetésként alapította Szovjet-Oroszország kormánya 1918. szeptember 16-án. Elsőként  Vaszilij Konsztantyinovics Blücher kapta meg 28-án. A kitüntetést a hadsereg katonái kaphatták meg a kormánytól, azonban később a címet kiterjesztették másokra is. Különböző fokozatokat is alapítottak hozzá. Egyik közismert változata A Munka Vörös Zászló Érdemrendje volt. A katonai elismerésként a harctevékenység során kiemelkedő helytállást tanúsítók kaphatták meg. A Lenin-rend 1930. április 6-ai alapításáig ez volt a Szovjetunió legmagasabb katonai kitüntetése. A második világháborúban az érdemrendet szárazföldi csapatoknál és a haditengerészetnél a harcok során tanúsított kiemelkedő bátorság és helytállás elismeréseképpen adományozták. Az NKVD tagjai pedig a különleges feladatban történt helytállásuk vagy végrehajtásuk eredményessége esetén kerülhettek kitüntetésre.

## Az elismerésről
Elismerésre kerültek egyének is, de közösen is megkaphatta egy katonai szervezet, mely címet azután előszeretettel használtak is. A szovjet vezetés egyik közkedvelt kitüntetése volt. Arculatát úgy alakították ki, hogy a kommunista jelképek legfontosabbjai megtalálhatók benne, az ötágú csillag, a sarló és a kalapács, illetve oroszul rá van írva a munkásmozgalom jelszava. («Пролетарии всех стран, соединяйтесь!» „Világ proletárjai, egyesüljetek!”)

### Néhány egyéni kitüntetett
- Vaszilij Blohin vezérőrnagy
- Georgij Zsukov marsall (3 alkalommal)
- Vaszilij Blücher marsall (elsőként és még 5 alkalommal)
- Nyikolaj Vlaszik NKVD-tábornok (4 alkalommal)
- Kim Philby brit kém
- David Dragunszkij tábornok
- Ivan Fegyunyinszkij tábornok
- Leonyid Govorov marsall
- Mihail Vodopjanov pilóta, a légierő tábornoka
- Jakov Zeldovics fizikus, csillagász
- Alekszandr Vaszilevszkij marsall (2 alkalommal)
- Rogyion Malinovszkij marsall (3 alkalommal)
- Vaszilij Zajcev mesterlövész
- Alekszandr Filippov, felderítő a sztálingrádi csatában
- Gajk Bzsiskjan vagy Gaja Dmitrijevics Gaj örmény származású szovjet tábornok
- Szemjon Tyimosenko marsall (5 alkalommal)
- Lev Trockij hadügyi népbiztos
- Joszif Sztálin[3]
- Nyina Romaskova diszkoszvető olimpiai bajnok
- Szergej Birjuzov marsall
- Joszif Teper százados
- Issza Plijev tábornok
- Alekszej Sztahanov bányász
- Jevgenyij Hrunov űrhajós
- Pavel Dibenko tábornok (3 alkalommal)
- Pavel Szolovjov repülőgép-fejlesztő mérnök
- Vjacseszlav Zof admirális, politikai biztos (komisszár)
- Ernst Neizvestny szobrász
- Bolesław Kontrym lengyel követ (3 alkalommal)
- Abram Szluckij NKVD-tábornok (2 alkalommal)
- Aleksa Dundić horvát kommunista.
- Alekszej Pavlovics Okladnyikov, régész, történész
- Zalka Máté (1928)
- Gavró Lajos (2 alkalommal)

### A Vörös Hadsereg kitüntetett alakulatai
- Balti Flotta (2 alkalommal)
- Szovjet Északi Flotta
- Csendes Óceáni Flotta
- 1. Hadsereg
- 2. Páncélozott Gárda Hadsereg
- 1. Lövész Hadosztály
- 24. Lövész Hadosztály
- 27. Lövész Gárda Hadosztály
- 39. Lövész Gárda Hadosztály (2 alkalommal)
- 19. Gépesített Lövész Hadosztály
- 76. Gárda Légidesszant Hadosztály
- 85. Lövész Hadosztály
- 100. Lövész Gárda Hadosztály
- 106. Tula Légidesszant Gárda Hadosztály
- 17. Lövész Ezred
- 72. Ukrán Gépesített Dandár